# Усть-Халань
Усть-Халань — хутор в Тацинском районе Ростовской области России.
Входит в состав Жирновского городского поселения.
Население 63 человека.

## География
Расположен на левом берегу реки Быстрая. Вблизи хутора расположен центр городского поселения Жирнов.

### Улицы
- ул. Бригадная,
- ул. Тракторная,
- ул. Чапаева.

## Население
| 2010 |
| ---- |
| 48   |